# Аза (царь)
Аза — царь Манны приблизительно в 718—716 годах до н. э. Сын Иранзу.
В 716 году до н. э. против царя Азы восстали правитель Зикерту Метатти, правитель Аидии Телусина, правитель Уишдиша Багдатту, действующие, вероятно, по наущению царя Урарту Русы I (ассир. Урса). По-видимому, Азе ставился в вину союз с царём Ассирии Саргоном II. Аза укрепился на неприступной горе Уауш (совр. Сехенд), но не смог одолеть врагов, был схвачен и убит. Труп его был брошен без погребения.
Рассказ об этом событии был увековечен Саргоном II в надписи на стене V зала его дворца в Дур-Шаррукине:

«В шестом году моего правления Урса урартский возмутил против Шаррукина и Азы, сына их господина, [Багдатти уишдишского и Митатти] зикиртского, наместников Страны Маннеев, и на […] на недоступной горе Уа[уш] принесли они гибель (?) Стране Маннеев и бросили труп Азы, своего господина».